# 史繼任
史继任（？年—？年），福建泉州府晋江县人。明朝末年政治人物。

## 生平
湖广布政使史朝宜次子，文渊阁大学士史继偕之弟。天啓元年（1621年）辛酉科福建乡试舉人，崇祯四年（1631年）辛未科进士。都察院观政，改授金華府教授，五年升国子助教，六年升兵部主事，八年升职方司郎中，本年回籍。